# Potatura (morfologia)
L'algoritmo di potatura è una tecnica usata nell'elaborazione digitale delle immagini basata sulla morfologia matematica. Viene usata come complemento ad uno scheletro e agli algoritmi di assottigliamento per rimuovere componenti indesiderate.
Queste componenti di solito sono rami che non sono utili alla forma complessiva della linea da cui si dipartono e dovrebbero essere rimosse. Esse sono spesso create da algoritmi di riconoscimento dei contorni e di digitalizzazione.
L'algoritmo standard di potatura rimuove tutti i rami più corti dato un numero di punti. L'algoritmo comincia dai punti finali e ricorsivamente rimuove un dato numero (n) di punti da ogni ramo. Dopo questo passo applica una dilatazione al nuovo punto finale con un (2N+1)(2N+1) elemento strutturante di 1 e intersecherà il risultato con l'immagine originale.
Se il ramo da eliminare è più corto di quattro punti e si esegue l'algoritmo con n = 4 il ramo verrà rimosso. Il secondo passo assicura che i tronchi principali di ogni linea non sia accorciati durante la procedura.